# 大魔界村
《大魔界村》是卡普空公司發行的動作遊戲之一，為《魔界村》的後續作品。本作於1988年推出街機版，之後也被移植至多個遊戲機平台上。

## 故事內容
故事開頭魔物們襲擊城堡將村民們石化，而且亞瑟（Arthur）趕回城堡，但魔王「路西法」在亞瑟面前將公主及愛馬殺死後，路西法說：“3年前的魔王-阿斯塔洛特不過是我的手下，想報仇的話來魔界找我吧！”之後亞瑟踏上前往魔界拯救公主的旅程。

## 遊戲特色
此代一樣以困難和恐怖為大宗，且加入了一些新系統
- 鎧甲(新增黃金鎧甲)
  - 普通鎧甲:遊戲一開始亞瑟的裝備，此時可以抵檔一次傷害性攻擊，抵檔攻擊完後鎧甲掉落成為無鎧甲狀態(只穿條粉紅色圓點內褲)，在無鎧甲狀態再受到攻擊後會化為白骨且直接死亡。
  - 黃金鎧甲:著鎧甲狀態後於第2~4個寶箱擊破後出現，可以集氣使出暫時無敵(裝備某些武器時)的魔法攻擊，和普通鎧甲一樣只能抵檔一次傷害性攻擊，受到攻擊後一樣鎧甲掉落成為無鎧甲狀態。

- 寶箱

在遊戲中於某特定位置跳躍後出現(每代的魔界村於Stage1剛開頭於最畫面最左邊後跳起必會出現一個寶箱)，裡面可能會出現武器、邪惡魔法師、普通鎧甲、黃金鎧甲。邪惡魔法師會對亞瑟當前的位置施法魔法，被魔法擊中後會改變亞瑟在鎧甲和無鎧甲的模樣且持續一段時間。
- - 無鎧甲狀態變為老人，動作遲緩、射擊武器飛行速度變慢且持續半個畫面。
  - 普通鎧甲狀態變為鴨子，只能跳躍無法做出任何攻擊。
  - 黃金鎧甲狀態變為少女，一樣只能跳躍無法做出任何攻擊

## 操作
- 移動

分為上下左右，平常只能左右移動，如遇到樓梯才可以上下移動
- 動作(本作多了上下射擊)
  - 射擊:在平地時可以左上右三個方向射擊，跳躍後可以向下射擊也可以射擊較高度的敵人，但於上下樓梯時無法進行射擊
  - 跳躍:左右原地進行，可以躍過洞窟這種直接性死亡的陷井或躍過敵人、傷害性攻擊。
  - 蹲下:此時也可以做射擊動作

## 武器系統
可使用的武器有:
- 長矛:直線射出，可2連射
  - 魔法攻擊為閃電，有無敵時間
- 短劍:直線射出分為上下中，可3連射
  - 魔法攻擊為分身
- 火炬:拋物線射出且會在地上往前出現一小段火焰，可2連射
  - 魔法攻擊為火球
- 大鐮:斜上射出且具穿透性，只能單射
  - 魔法攻擊為炸裂
- 伊卡魯斯之盾:直線射出，蹲下射出時圓盤會貼著地面飛行，可2連射
  - 魔法攻擊為魔鏡
- 劍:大約2個亞瑟的攻擊距離，攻擊力強
  - 魔法攻擊為雷龍
- 大天使手環:直線射出且根據所穿著的鎧甲而有距離遠近(黃金鎧甲>普通鎧甲>無鎧甲)，一周目通過Stage5後出現(無魔法攻擊)

想要完全通過遊戲一定要使用大天使手環將二周目後Stage5的魔王打倒後才能進入Stage6將最終魔王擊倒。

## 關卡介紹
- Stage1:處刑場 ～ 食人丘崚
- Stage2:腐食村 ～ 人骨之山
- Stage3:朗克爾男爵之塔
- Stage4:巨大生物的化石 ～ 腐海
- Stage5:大魔王之城
- Stage6:大魔王路西法(撒旦)的房間

## 外部連結
- 大魔界村 （页面存档备份，存于）Virtual Console（日語）